# Vuurboetsduin

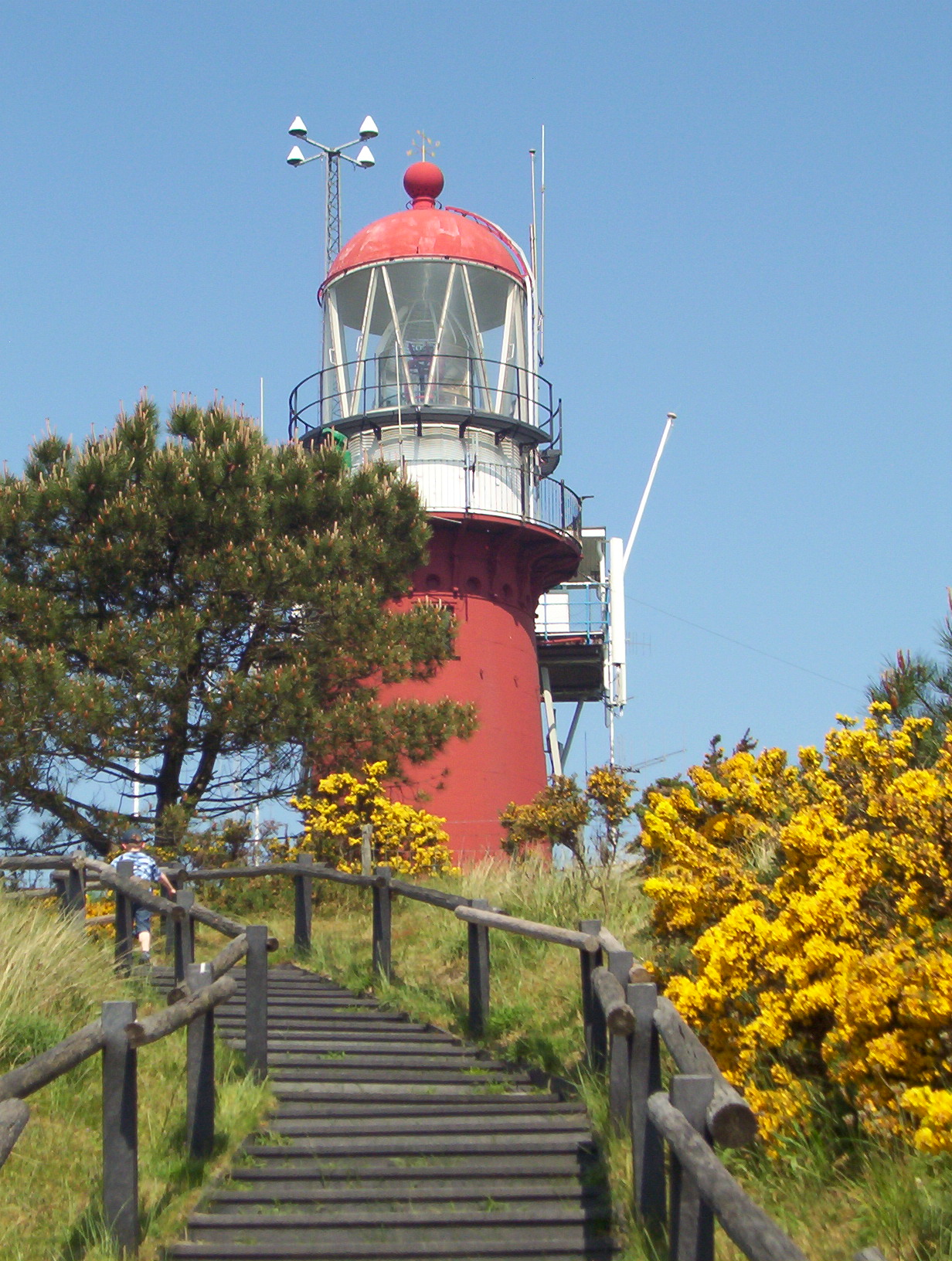
Der Leuchtturm auf der Düne

Die Vuurboetsduin ist eine Düne westlich des Dorfes Oost-Vlieland auf der Insel Vlieland und der höchste Punkt der niederländischen Provinz Friesland. Sie ist 42 Meter hoch und mit einem 9,5 Meter hohen Leuchtturm, dem Vuurduin, bebaut. Sie ist ebenfalls der höchste Punkt der Westfriesischen Inseln.
Koordinaten: 53° 18′ N, 5° 3′ O